# القوات الجوية الملكية النيوزيلندية
القوات الجوية الملكية النيوزيلندية (بالإنجليزية: Royal New Zealand Air Force)‏ هي سلاح الجو الملكي النيوزلندي وفرع القوات الجوية من قوة دفاع نيوزلندا، وهي مسؤلة عن حماية المجال الجوي لنيوزيلندا وتقديم الدعم الجوي في ساحة القتال.

## أنظر أيضا
- قوة دفاع نيوزلندا